# Liste der Monuments historiques in Vathiménil
Die Liste der Monuments historiques in Vathiménil führt die Monuments historiques in der französischen Gemeinde Vathiménil auf.

## Liste der Objekte
| Bezeichnung    | Beschreibung                                                     | Standort                              | Kennzeichnung | Schutzstatus | Datum | Bild |
| -------------- | ---------------------------------------------------------------- | ------------------------------------- | ------------- | ------------ | ----- | ---- |
| Marienaltar    | linker Seitenaltar; Holz, farbig gefasst und vergoldet, um 1755  | in der Kirche St-Jean-Baptiste (Lage) | PM54000951    | Classé       | 1966  |      |
| Mauritiusaltar | rechter Seitenaltar; Holz, farbig gefasst und vergoldet, um 1755 | in der Kirche St-Jean-Baptiste (Lage) | PM54000950    | Classé       | 1966  |      |